# 湖州学院
湖州学院是中华人民共和国的一所全日制本科公办普通高等学校，位于浙江省湖州市吴兴区，目前学校占地面积500余亩，现有36个本科专业。

## 学校历史
1999年8月，湖州师范学院求真学院（独立学院）成立。2021年1月，转设为湖州学院。